# Bandeira de Artigas (departamento)
A Bandeira de Artigas, é um dos símbolos oficiais do Departamento de Artigas, uma subdivisão do Uruguai.

## Descrição
Seu desenho consiste em um retângulo com proporção largura-comprimento de 2:3. A bandeira possui um fundo branco sobre o qual estão três elementos: um triângulo isósceles vermelho vazado por uma elipse, quatro faixas estreitas na cor azul escuro que atravessam a elipse do triângulo e uma faixa espessa, também azul escuro, na parte inferior da bandeira.

## Simbolismo
O conjunto de cores da bandeira são as mesmas usadas na bandeira de José Artigas.
Isoladamente, cada elemento tem seu significado:
- O triângulo vermelho - representa a Tríplice fronteira do departamento com os países vizinhos da Argentina e Brasil. O círculo dentro do triângulo representa a riqueza mineral do departamento, mais precisamente de suas pedras semi-preciosas;
- As quatro faixas azuis são tomadas a partir da Bandeira Nacional, que mostra a qualidade da população uruguaia, no departamento.;
- A faixa azul inferior representa outra riqueza do departamento, as águas;
- O fundo branco simboliza a pureza e integridade dos habitantes artiguenses.